# Монада (программирование)
Мона́да — особый тип данных в функциональных языках программирования, для которого возможно задать императивную последовательность выполнения некоторых операций над хранимыми значениями. Монады позволяют задавать последовательность выполнения операций, производить операции с побочными эффектами и другие действия, которые сложно или вовсе невозможно реализовать в функциональной парадигме программирования другими способами.
Концепция монады и термин изначально происходят из теории категорий, где она определяется как функтор с дополнительной структурой. Исследования, начатые в конце 1980-х — начале 1990-х годов, установили, что монады могут привнести, казалось бы, разрозненные проблемы компьютерной науки в единую функциональную модель. Теория категорий также выдвигает несколько формальных требований[каких?], так называемых монадических законов, которые должны соблюдаться любой монадой и могут быть использованы для верификации монадического кода.

## Описание
Монады чаще всего используются в функциональных языках программирования. При ленивой модели вычисления порядок редукции неизвестен. Например, вычисление 1 + 3 + 6 может быть редуцировано в 1 + 9 или 4 + 6. Монады позволяют упорядочить редукцию. Поэтому существует ироничное утверждение, что монады — это способ перегрузить оператор «точка с запятой».
Монада является контейнером, который хранит в себе значение произвольного типа. Она должна обладать функцией связывания (bind), которая принимает два аргумента: текущее значение монады и функцию, принимающую значение типа, который содержит текущая монада и возвращающая новую монаду. Результатом вызова функции связывания будет новая монада, полученная путём применения первого аргумента ко второму. Так могла бы выглядеть монада в императивном языке Java и одна из её реализаций, контейнер Maybe:
```
import
 
java.util.function.Function
;

interface
 
Monad
<
T
>
 
{

	
<
U
>
 
Monad
<
U
>
 
bind
(
Function
<
T
,
 
Monad
<
U
>>
 
f
);

}

class
 
Maybe
<
T
>
 
implements
 
Monad
<
T
>
 
{

	
private
 
final
 
T
 
val
;

	
public
 
Maybe
(
T
 
val
)
 
{

		
this
.
val
 
=
 
val
;

	
}

	
public
 
T
 
getVal
()
 
{

		
return
 
val
;

	
}

	
@Override

	
public
 
<
U
>
 
Monad
<
U
>
 
bind
(
Function
<
T
,
 
Monad
<
U
>>
 
f
)
 
{

		
if
 
(
val
 
==
 
null
)

			
return
 
new
 
Maybe
<
U
>
(
null
);

		
return
 
f
.
apply
(
val
);

	
}

}

public
 
class
 
MonadApp
 
{

	
public
 
static
 
void
 
main
(
String
[]
 
args
)
 
{

		
Maybe
<
Integer
>
 
x
 
=
 
new
 
Maybe
<>
(
5
);

		
Monad
<
Integer
>
 
y
 
=
 
x

				
.
bind
(
v
 
->
 
new
 
Maybe
<>
(
v
 
+
 
1
))

				
.
bind
(
v
 
->
 
new
 
Maybe
<>
(
v
 
*
 
2
));

		
System
.
out
.
println
(
 
((
Maybe
<
Integer
>
)
y
).
getVal
()
 
);

	
}

}

```

Появившиеся в Java 8 функциональные интерфейсы позволяют реализовать интерфейс, похожий на монаду.

## ВHaskell
Класс Monad присутствует в стандартном модуле Prelude. Для реализации данного класса требуется любой однопараметрический тип (тип рода * -> *). Монада обладает тремя методами
```
class
 
Functor
 
f
 
where

  
fmap
   
::
 
(
a
 
->
 
b
)
 
->
 
f
 
a
 
->
 
f
 
b

class
 
Functor
 
f
 
=>
 
Applicative
 
f
 
where

  
pure
 
::
 
a
 
->
 
f
 
a

  
(
<*>
)
 
::
 
f
 
(
a
 
->
 
b
)
 
->
 
f
 
a
 
->
 
f
 
b

  
(
*>
)
 
::
 
f
 
a
 
->
 
f
 
b
 
->
 
f
 
b

  
(
<*
)
 
::
 
f
 
a
 
->
 
f
 
b
 
->
 
f
 
a

-- m :: * -> *

class
 
Applicative
 
m
 
=>
 
Monad
 
m
 
where

  
(
>>=
)
  
::
 
m
 
a
 
->
 
(
a
 
->
 
m
 
b
)
 
->
 
m
 
b
 

  
(
>>
)
   
::
 
m
 
a
 
->
 
m
 
b
 
->
 
m
 
b
 
-- реализован по-умолчанию: a >> b = a >>= \_ -> b

  
return
 
::
 
a
 
->
 
m
 
a
 
-- = pure

```

Метод return может ввести в заблуждение программистов, знакомых с императивными языками: он не прерывает вычисления, а лишь упаковывает произвольное значение типа a в монаду m. Оператор >>= является функцией связывания. Оператор >> — частный случай оператора >>=, используется когда нам не важен результат связывания.
До версии GHC 8.0 в классе Monad присутствовал метод fail, который не имел отношения к теоретической сущности монад, однако использовался в случае ошибки сопоставления с образцом внутри монадического вычисления.). Этот метод был перенесён в класс MonadFail.
Некоторые типы, реализующие класс Monad:
- IO, используется для функций с побочным эффектом. Конструкторы IO скрыты от программиста, также отсутствуют функции распаковки монады. Это не позволяет вызывать грязные функции из чистых.
- Maybe. Вычисление прерывается, если получено значение Nothing.
- [] (список). Вычисление прерывается при пустом списке. При непустом списке оператор >>= вызывает функцию для каждого элемента списка.
- Reader.
- Writer.
- State. Помимо возможностей Reader позволяет изменять состояние.

В языке также присутствует do-нотация, которая является более удобной формой записи монадических функций. В данном примере f1 использует do-нотацию, а f2 записана с помощью операторов связывания:
```
f1
 
=
 
do

  
s
 
<-
 
getLine

  
putStrLn
 
$
 
"Hello "
 
++
 
s

  
putStrLn
 
"Goodbye"

  

f2
 
=
 
getLine
 
>>=

  
(
\
s
 
->
 
putStrLn
 
$
 
"Hello "
 
++
 
s
)
 
>>

  
putStrLn
 
"Goodbye"

```

### Учебные пособия
- Monad Tutorials Timeline (англ.) Большая коллекция пособий по монадам, представлены в порядке появления.
- What the hell are Monads?
- You Could Have Invented Monads! (And Maybe You Already Have.), простое введение
- Monads as Computation
- Monads as Containers
- Monads for the Working Haskell Programmer
- The Haskell Programmer’s Guide to the IO Monad — Don’t Panic
- Introduction to Haskell, Part 3: Monads
- On Monads
- Crash Monad Tutorial (англ.) — статья о монадах, объясняющая их с точки зрения теории категорий
- Learn You a Haskell for Great Good!  (англ.) — книга содержит доступное описание языка Haskell, в котором много внимания уделено понятию монады и аналогичным конструкциям

### Другие статьи
- A tour of the Haskell Monad functions (англ.)
- Notions of Computation and Monads от Eugenio Moggi, первая статья, предлагающая использование монад в программировании
- «Monads for Functional Programming» от Philip Wadler, описание монад в языке Хаскелл (написано ещё до того, как они в нём появились)
- 4. Монады — простое изложение основ языка